# Роман Търновски
Свети Роман Търновски е български православен монах и светец.

## Биография
Роман произлиза от знатен търновски род и приема монашеството в някой от столичните манастири. Търсейки достоен учител, той се явява при Теодосий Търновски, когато той идва в Търново от манастира Парория. Теодосий е изпратен от Григорий Синаит при цар Иван Александър, молейки за закрила срещу върлуващите край манастира разбойници. Теодосий се познава отдавна с Роман, но сега, трогнат от неговите молби, го взема със себе си.
Григорий Синаит приема новия брат, който се превръща в образец на монашеско усърдие. След няколко години игуменът изпраща Роман по манастирски дела при царя в Търново. На 27 ноември 1346 г. Григорий умира, след което Роман заминава в планината при Сливен, където пристига и Теодосий. Оттук двамата отпътуват за Света гора, но заради турските нападения са принудени да я напуснат. Роман се завръща в манастира при Сливен, докато Тедосий посещава Бер и Константинопол. Двамата се събират отново, като известно време пребивават в манастирите край Несебър. Търсейки ново прибежище, те се установяват в Кефаларево, където създават обител по образеца на Синаитовата.
Роман Търновски става най-преданият помощник на Теодосий във всичките му начинания. Теодосий заминава за Константинопол, където умира през есента на 1363 г., като оставя Роман за свой заместник. По това време монашеското братство вече се е установило в местността Устието, близо до Търново – манастирът „Света Троица“. Според „Житието на свети Теодосий Търновски“ Роман години наред страда от много тежка кашлица, но благодарение на силния си дух и самодисциплина надмогва страданието. Измъчван от болестта, той умира на 17 февруари. Църквата отбелязва паметта му на същата дата.
В България няма посветен нито един храм в чест на Свети Роман Търновски.